# Mario David
Mario David (3. leden 1934 Grado, Italské království – 26. červenec 2005 Monfalcone, Itálie) byl italský fotbalový záložník a trenér.
Fotbal začínal v druholigovém Livornu, kde po třech letech odešel do Vicenzi. Tady v sezoně 1954/55 slavil vítězství ve druhé lize a postup do nejvyšší ligy. V roce 1958 přestoupil do Říma. Zde vydržel dva roky. Nejlepší fotbalové roky zaznamenal v Miláně, kde hrál pět let (od roku 1960). Za tu dobu odehrál 109 utkání a vyhrál jeden titul v lize v sezoně 1961/62. V následující sezoně vyhrál i nejcennější trofej v Evropě a to pohár PMEZ 1962/63. V roce 1965 přestoupil do Janova kde hrál za Sampdorii. Kariéru ukončil v roce 1967 v dresu Alessandrie.
Za reprezentaci odehrál tři utkání. Hrál i jedno utkání na MS 1962.
Jako fotbalový trenér byl zaměstnán do roku 1979 a za tu dobu trénoval 5 mužstev. Největší úspěch zaznamenal v sezoně 1976/77 když vyhrál svou skupinu ve čtvrté lize.

## Hráčská statistika
| Sezóna  | Klub        | Liga    | Liga   | Liga | Ligové poháry | Ligové poháry | Ligové poháry | Kontinentální poháry | Kontinentální poháry | Kontinentální poháry | Celkem | Celkem |
| Sezóna  | Klub        | Soutěž  | Zápasy | Góly | Soutěž        | Zápasy        | Góly          | Soutěž               | Zápasy               | Góly                 | Zápasy | Góly   |
| ------- | ----------- | ------- | ------ | ---- | ------------- | ------------- | ------------- | -------------------- | -------------------- | -------------------- | ------ | ------ |
| 1950/51 | Livorno     | Serie B | 1      | 0    | -             | 0             | 0             | -                    | 0                    | 0                    | 1      | 0      |
| 1951/52 | Livorno     | Serie B | 5      | 1    | -             | 0             | 0             | -                    | 0                    | 0                    | 5      | 1      |
| 1952/53 | Livorno     | Serie C | 20     | 1    | -             | 0             | 0             | -                    | 0                    | 0                    | 20     | 1      |
| 1953/54 | Vicenza     | Serie B | 28     | 2    | -             | 0             | 0             | -                    | 0                    | 0                    | 28     | 2      |
| 1954/55 | Vicenza     | Serie B | 1      | 0    | -             | 0             | 0             | -                    | 0                    | 0                    | 1      | 0      |
| 1955/56 | Vicenza     | Serie A | 28     | 1    | -             | 0             | 0             | -                    | 0                    | 0                    | 28     | 1      |
| 1956/57 | Vicenza     | Serie A | 32     | 2    | -             | 0             | 0             | -                    | 0                    | 0                    | 32     | 2      |
| 1957/58 | Vicenza     | Serie A | 28     | 9    | -             | 0             | 0             | -                    | 0                    | 0                    | 28     | 9      |
| 1958/59 | Řím         | Serie A | 21     | 0    | IP            | 2             | 0             | -                    | 0                    | 0                    | 23     | 0      |
| 1959/60 | Řím         | Serie A | 22     | 2    | -             | 0             | 0             | Vel.P                | 3                    | 0                    | 25     | 2      |
| 1960/61 | Milán       | Serie A | 25     | 2    | IP            | 1             | 0             | -                    | 0                    | 0                    | 26     | 2      |
| 1961/62 | Milán       | Serie A | 29     | 2    | IP            | 1             | 0             | Vel.P                | 1                    | 0                    | 31     | 2      |
| 1962/63 | Milán       | Serie A | 28     | 1    | IP            | 0             | 0             | PMEZ                 | 8                    | 0                    | 36     | 1      |
| 1963/64 | Milán       | Serie A | 28     | 0    | IP            | 1             | 0             | PMEZ+IP              | 3+2                  | 0                    | 34     | 0      |
| 1964/65 | Milán       | Serie A | 3      | 0    | IP            | 1             | 0             | Vel.P                | 2                    | 0                    | 6      | 0      |
| 1965/66 | Sampdoria   | Serie A | 14     | 0    | IP            | 0             | 0             | -                    | 0                    | 0                    | 14     | 0      |
| 1966/67 | Alessandria | Serie B | 3      | 0    | -             | 0             | 0             | -                    | 0                    | 0                    | 3      | 0      |
| Celkem  | Celkem      | Celkem  | 316    | 22   | -             | 6             | 1             | -                    | 19                   | 0                    | 341    | 23     |

## Hráčské úspěchy

### Klubové
- 1× vítěz 1. italské ligy (1961/62)
- 1× vítěz 2. italské ligy (1954/55)
- 1× vítěz Poháru PMEZ (1962/63)

### Reprezentační
- 1× na MS (1962)
- 1× na MP (1955–1960)